# Primzerlegung (Topologie)
In der Topologie, einem Teilgebiet der Mathematik, bezeichnet Primzerlegung eine Zerlegung von Mannigfaltigkeiten in "Primkomponenten".

## Prim-Mannigfaltigkeiten
Eine geschlossene zusammenhängende {\displaystyle d}-dimensionale Mannigfaltigkeiten {\displaystyle M} ist eine Prim-Mannigfaltigkeit, wenn sie sich nicht als zusammenhängende Summe zerlegen lässt, also wenn aus
{\displaystyle M=M_{1}\sharp M_{2}}
folgt, dass {\displaystyle M_{1}} oder {\displaystyle M_{2}} homöomorph zur Sphäre {\displaystyle S^{d}} ist.

## Prim-Zerlegung
Als Prim-Zerlegung einer geschlossenen zusammenhängenden {\displaystyle d}-dimensionalen Mannigfaltigkeit {\displaystyle M} wird eine Zerlegung als zusammenhängende Summe von endlich vielen Prim-Mannigfaltigkeiten bezeichnet, also
{\displaystyle M=M_{1}\sharp \ldots \sharp M_{k}}
mit Prim-Mannigfaltigkeiten {\displaystyle M_{1},\ldots ,M_{k}} (den Primkomponenten).

## Existenz
Aus der Poincaré-Vermutung folgt, dass jede geschlossene zusammenhängende 3-Mannigfaltigkeit eine Primzerlegung besitzt. Tatsächlich lässt sich nach dem Satz von Grushko-Neumann jede endlich erzeugte Gruppe als freies Produkt unzerlegbarer Gruppen zerlegen. Weil (in Dimensionen {\displaystyle d\geq 3}) die Fundamentalgruppe der zusammenhängenden Summe das freie Produkt der Fundamentalgruppen der einzelnen Summanden ist, kann man dann jede 3-Mannigfaltigkeit als zusammenhängende Summe endlich vieler Mannigfaltigkeiten nichttrivialer Fundamentalgruppe mit (a priori) weiteren einfach zusammenhängenden Mannigfaltigkeiten zerlegen, letztere müssen aber nach der Poincaré-Vermutung homöomorph zur Sphäre sein.
Im Fall 3-dimensionaler Mannigfaltigkeiten war die Existenz einer Prim-Zerlegung bereits 1924, also lange vor dem Beweis der Poincaré-Vermutung, von Kneser bewiesen worden. Seine Methoden wurden später von Haken zum Beweis der Endlichkeit von Hierarchien inkompressibler Flächen in Haken-Mannigfaltigkeiten verallgemeinert.
Kneser bewies, dass sich jede Zerlegung der Fundamentalgruppe einer geschlossenen 3-Mannigfaltigkeit als freies Produkt {\displaystyle \pi _{1}M=\Gamma _{1}*\Gamma _{2}} durch eine zusammenhängende Summe {\displaystyle M=M_{1}\sharp M_{2}} mit {\displaystyle \pi _{1}M_{i}=\Gamma _{i},i=1,2} realisieren lässt. Das analoge Problem in höheren Dimensionen war als Kneser-Vermutung bekannt, es gibt aber in allen Dimensionen {\displaystyle d\geq 4} Gegenbeispiele zu dieser Vermutung.
Die Prim-Zerlegung spielt eine wichtige Rolle in der Geometrisierung von 3-Mannigfaltigkeiten. Eine 3-Mannigfaltigkeit ist genau dann prim, wenn sie entweder irreduzibel oder ein {\displaystyle S^{2}}-Bündel über {\displaystyle S^{1}} ist.

## Eindeutigkeit
Die Prim-Zerlegung geschlossener, orientierbarer 3-Mannigfaltigkeiten ist eindeutig (bis auf Umordnen und Homöomorphismen), das wurde 1962 von Milnor bewiesen.
In höheren Dimensionen gilt die Eindeutigkeit nicht, zum Beispiel ist
{\displaystyle \mathbb {C} P^{2}\sharp {\overline {\mathbb {C} P^{2}}}\sharp {\overline {\mathbb {C} P^{2}}}\simeq (S^{2}\times S^{2})\sharp {\overline {\mathbb {C} P^{2}}}}.
Auch für nicht-orientierbare Mannigfaltigkeiten gilt die Eindeutigkeit der Primzerlegung nicht, Gegenbeispiele gibt es bereits in Dimension 2.